# エプケ王国
エプケ王国 (Epké、またはエペ Epe、アペ Ape) は、ポポ（フラ）を出自とする17世紀に存在したアフリカの国であり、アラダ王国の属国であったが、ラグーンに守られていたため著しく独立性を保ち、ダホメ王国との貿易に利用されていた。エプケ王国はコトヌーの東に位置していた。エプケ王国の祭祀の中心はジェファであった。
1661年のポルトガルとオランダの条約により、ポルトガルの黄金海岸東方に位置するエプケ港とアジュダ港（ウィダー）の2港を使用することを許可し、その際には、貨物の1/10の価値を持つものをオランダ東インド会社総督に納め、エルミナ港に寄港することが条件とされていた。18世紀になると、エプケはバダグリ（1743年）、ポルト・ノヴォ（1758年）、オリム（ラゴス）の海軍泊地に取って代わられた。